# Huis Béthune-Dampierre

Wapen van het huis van Béthune

Het huis Béthune-Dampierre, meestal kortweg huis Béthune genoemd (niet te verwarren met het huis de Bethune), is een van de oudste en meest vermaarde hertogelijke en prinselijke families in Europa.
Ze behoort tot de vroegmiddeleeuwse ridderschap en ontstond in het graafschap Artesië, waar ze in de 10de eeuw de naam Béthune aannam.  
De eerst bekende is Robert I, genaamd "Faisseux", heer van Béthune, Richebourg en Carency, procureur van de abdij van Sint-Vaast in Atrecht, geboren rond 970. Hij zou de jongste zoon zijn geweest van Adaleme, laatste soevereine graaf van Artesië en van Adeline, dochter van de graaf van Laon en nicht van hertog Odo van Aquitanië en van die zijn broer Robert, hertog van Frankrijk, die leefde in 900. Robert I van Béthune zou dus heer van Béthune zijn geweest als erfdeel in zijn hoedanigheid van jongste zoon van de graaf van Artesië.
Een van de familietakken werd soeverein, namelijk die van Cono van Béthune, heer van Sint-Winoksbergen, die een van de krijgsheren was die in 1203 het keizerrijk in het Oosten veroverden. De heerlijkheid Béthune werd door het huwelijk in 1248 van Mahaut, erfdochter van Robert VII van Béthune, met Gwijde van Dampierre, graaf van Vlaanderen, een deel van het familiebezit van de Dampierres, een 'familie waar ongeveer alle Europese prinsen en meer bepaald de Franse koningen van afstammen'.